# Virxe da Rocha
Virxe da Rocha är ett monument i Spanien.   Det ligger i provinsen Provincia de Pontevedra och regionen Galicien, i den nordvästra delen av landet, 500 km väster om huvudstaden Madrid. Virxe da Rocha ligger 60 meter över havet.
Terrängen runt Virxe da Rocha är kuperad åt sydost, men åt nordväst är den platt. Havet är nära Virxe da Rocha åt nordväst. Runt Virxe da Rocha är det ganska tätbefolkat, med 80 invånare per kvadratkilometer. Närmaste större samhälle är Vigo, 16,7 km nordost om Virxe da Rocha. I omgivningarna runt Virxe da Rocha växer i huvudsak blandskog.